# Základ daně z příjmů právnických osob v České republice
Pro stanovení základu daně z příjmů právnických osob v České republice platí ustanovení § 23 až 33 a ustanovení odstavců 2 až 6 § 20 zákona č. 586/1992 Sb., o daních z příjmů.
Základem daně je rozdíl, o který příjmy, s výjimkou příjmů, které nejsou předmětem daně, a příjmů osvobozených od daně, převyšují výdaje (náklady), a to při respektování jejich věcné a časové souvislosti v daném zdaňovacím období; rozdíl se upraví podle tohoto zákona.

## Výpočet základu daně
Pro zjištění základu daně se vychází z:
a) výsledku hospodaření (zisk nebo ztráta), a to vždy bez vlivu Mezinárodních účetních standardů, u poplatníků, kteří vedou účetnictví.
b) rozdílu mezi příjmy a výdaji u poplatníků, kteří nevedou účetnictví

## Odčitatelné položky
Od základu daně lze odečíst daňovou ztrátu, která vznikla a byla vyměřena za předchozí zdaňovací období nebo jeho část, a to nejdéle v 5 zdaňovacích obdobích následujících bezprostředně po období, za které se daňová ztráta vyměřuje. Od základu daně lze odečíst odpočet na podporu výzkumu a vývoje nebo odpočet na podporu odborného vzdělávání.

## Zvýšení/snížení základu daně
Odstavec 3 § 23 určuje, o co výsledek hospodaření nebo rozdíly mezi příjmy a výdaji se zvyšuje, snižuje, nebo o co jej lze snižovat.
Zvyšuje se například o částky: které neoprávněně zkracující příjmy; které podle zákona nelze zahrnout do výdajů; uplatněné v předchozích zdaňovacích obdobích.
Snižuje se například o rozdíl, o který smluvní pokuty, úroky a poplatky z prodlení, penále a jiné sankce ze závazkových vztahů zúčtované ve prospěch výnosů podle zvláštního právního předpisu u poplatníka, který vede účetnictví, převyšují přijaté částky částky v tomto zdaňovacím období.
Lze je snížit například o částky, o které byly nesprávně zvýšeny příjmy nebo částky nezahrnuté do výdajů, které lze podle zákona do výdajů zahrnout.

## Obchodní majetek
Obchodním majetkem poplatníka se daně z příjmů právnických osob se rozumí veškerý majetek, který mu patří, pokud jde o poplatníka právnickou osobu, nebo který k němu patří, pokud jde o poplatníka, který není právnickou osobou.